# Abchazský apsar

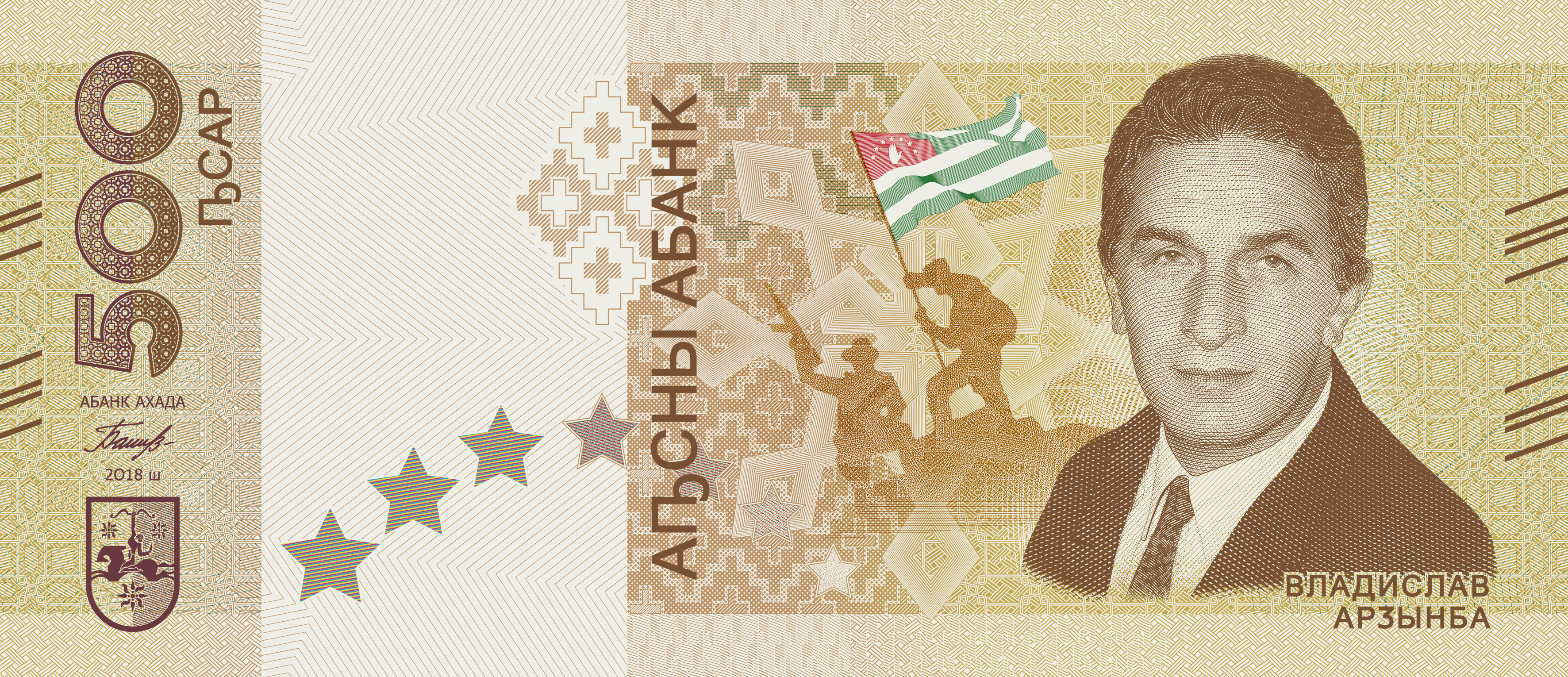

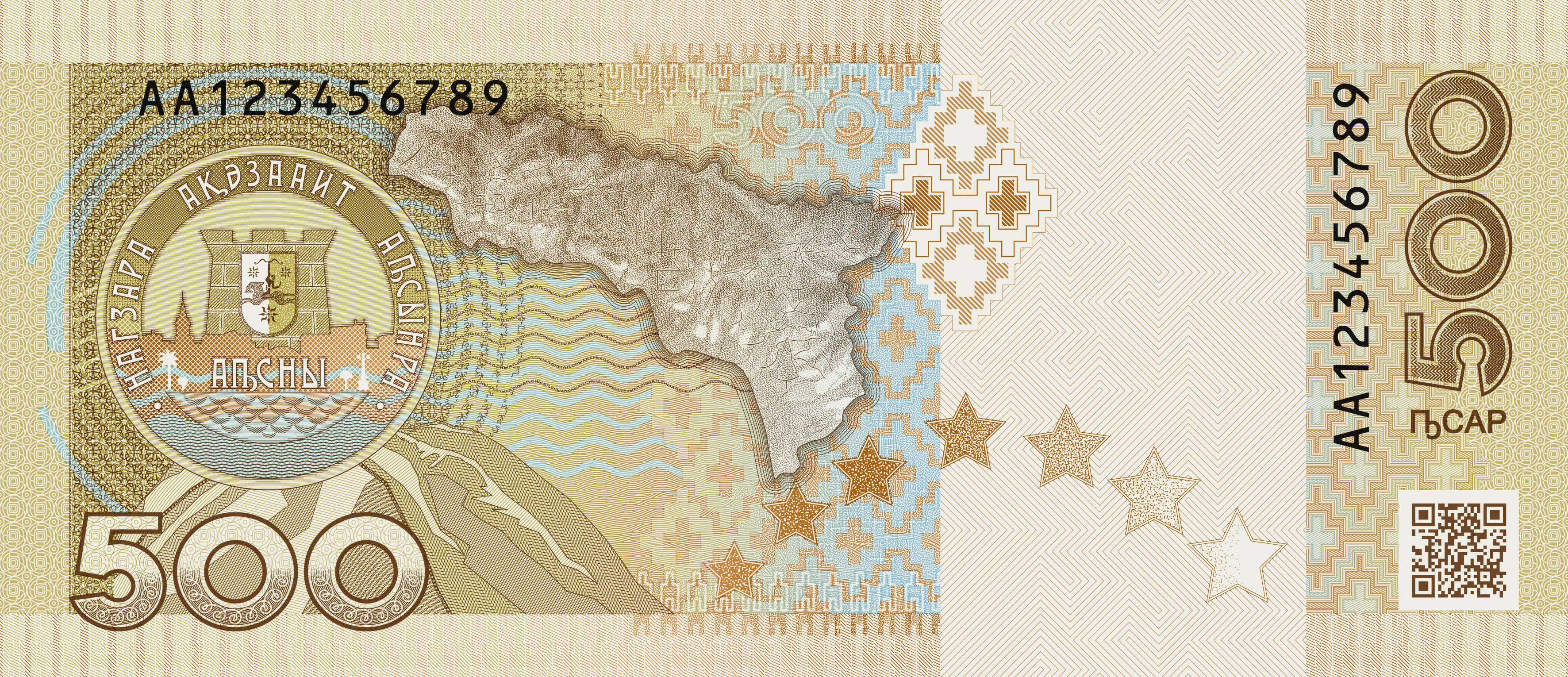

Abchazský apsar (abchazsky Аҧсны aҧсар, rusky Абхазский апсар) je měnová jednotka částečně uznané Republiky Abcházie. Apsar byl zřízen roku 2008 k účelu vydávání pamětních mincí, v obchodním styku se v Abcházii používá ruský rubl. Národní banka Abcházie vydává stříbrné mince o hodnotě 10 apsarů (maximální emise: 2 000 ks) a zlaté o hodnotách 50 nebo 25 apsarů (maximální emise: 1 000 ks), razí se v Moskevské mincovně. Oficiální kurz je stanoven 1 apsar = 10 ruských rublů.